# One Night in Heaven ~Mayonaka no Angel~
 (mars 2012).
Si vous disposez d'ouvrages ou d'articles de référence ou si vous connaissez des sites web de qualité traitant du thème abordé ici, merci de compléter l'article en donnant les références utiles à sa vérifiabilité et en les liant à la section « Notes et références ».
Singles de Wink
Samishii Nettaigyo
(1989) Sexy Music
(1990)
One Night in Heaven ~Mayonaka no Angel~ (...〜真夜中のエンジェル〜) est le 6e single du duo japonais Wink, sorti en 1989.

## Présentation
Le single sort le 1er novembre 1989 au Japon sous le label Polystar. Il atteint la 1re place du classement de l'Oricon, dans la foulée des précédents tubes du groupe, Ai ga Tomaranai, Namida wo Misenaide et Samishii Nettaigyo ; il reste classé pendant 17 semaines, pour un total de 423 000 exemplaires vendus.
La chanson-titre a été utilisée comme thème musical pour une publicité pour le produit Mac Load Movie de la marque Panasonic, ainsi que comme thème de fin pour le drama Complex Kawaii Ko ni Narenai. Elle figurera sur l'album Twin Memories qui sort un mois plus tard, et sera interprétée sur l'album live Shining Star de 1990. Elle figurera aussi sur la plupart des compilations du groupe, dont Wink Hot Singles, Raisonné, Diary, Reminiscence, Wink Memories 1988-1996, Treasure Collection ; elle sera aussi remixée sur l'album Remixes de 1995 ; sa version instrumentale figurera sur l'album karaoke Fairy Tone de 1990. 
La chanson en "face B", Cat-Walk Dancing, figurera quant à elle sur la compilation de "faces B" Back to Front de 1995. Les paroles des deux chansons sont de Takashi Matsumoto.

## Liste des titres
Toutes les paroles sont écrites par Takashi Matsumoto.
| 1. | One Night in Heaven ~Mayonaka no Angel~ (... ~真夜中のエンジェル~) | Steve Lironi, Dan Navarro |  |
| 2. | Cat-Walk Dancing                                                   | Hitoshi Haba              |  |